# Mossâmedes
Mossâmedes is een gemeente in de Braziliaanse deelstaat Goiás. De gemeente telt 4.901 inwoners (schatting 2009).